# Rebordechán
Rebordechán (oficialmente Santa María de Rebordechán) es una parroquia española del municipio de Creciente, perteneciente a la provincia de Pontevedra, en la comunidad autónoma de Galicia.

## Historia
Hacia mediados del siglo XIX, la parroquia, ya por entonces perteneciente a Creciente, tenía contabilizada una población de quinientos habitantes. Aparece descrita en el decimotercer volumen del Diccionario geográfico-estadístico-histórico de España y sus posesiones de Ultramar de Pascual Madoz con las siguientes palabras:

REBORDECHAN (Sta. Maria): felig. en la prov. de Pontevedra (9 leg.), part. jud. de Cañiza (1), dióc. de Tuy (7), ayunt. de Crecente (1). sit. en cuesta á la der. del r. Miño; reinan todos los vientos menos el O.; el clima es templado y sano. Tiene 200 casas en los l. de Meajal, Parada, Pazo, Pousa, Reguengo, Tarendo y Tijosa: la igl. parr. (Sta. Maria) está servida por un cura de primer ascenso y patronato del marqués de Mos; hay tambien una ermita dedicada á San Sebastian. Confina N. y E. parr. de Filgueira; S. la de Angudes, y O. la de Rabiño. El terreno es de mediana calidad; la parte inculta y montuosa abunda en arbolado de varias clases y arbustos. Atraviesan por esta felig. 2 caminos, el uno desde Orense á Ribadavia y Tuy, y el otro desde Cañiza á Pontevedra, su estado regular. prod.: maiz, centeno, cebada, castañas, miel, legumbres, lino y frutas; se cria ganado vacuno y lanar; caza de perdices, conejos y corzos, y pesca de varias especies. ind.: la agrícola, molinos harineros y sierra al agua para corte de maderas. pobl.: 150 vec., 500 alm. contr.. con su ayunt. (V.).
(Madoz, 1849, p. 385)

En 2023, tenía empadronados cien habitantes.